# Jugosławia na Zimowych Igrzyskach Olimpijskich 1936
Królestwo Jugosławii na Zimowych Igrzyskach Olimpijskich 1936 reprezentowało 17 zawodników (sami mężczyźni). Był to trzeci start reprezentacji Jugosławii na zimowych igrzyskach olimpijskich.

## Skład kadry

### Biegi narciarskie
Mężczyźni
| Zawodnik                                             | Konkurencja        | czas    | Pozycja |
| ---------------------------------------------------- | ------------------ | ------- | ------- |
| Alojz Klančnik                                       | Bieg na 18 km      | 1:23:18 | 23.     |
| Franc Smolej                                         | Bieg na 18 km      | 1:24:03 | 25.     |
| Avgust Jakopič                                       | Bieg na 18 km      | 1:26:48 | 38.     |
| Leon Knap                                            | Bieg na 18 km      | 1:28:31 | 44.     |
| Franc Smolej                                         | Bieg na 50 km      | 3:47:40 | 10.     |
| Lovro Žemva                                          | Bieg na 50 km      | 3:59:13 | 20.     |
| Leon Knap                                            | Bieg na 50 km      | 3:59:17 | 21.     |
| Lado Senčar                                          | Bieg na 50 km      | 4:20:20 | 31.     |
| Leon Knap Avgust Jakopič Alojz Klančnik Franc Smolej | Sztafeta 4 × 10 km | 3:04:38 | 10.     |

### Kombinacja norweska
Mężczyźni
| Zawodnik      | Konkurencja   | Bieg narciarski    | Bieg narciarski    | Bieg narciarski    | Skoki narciarskie | Skoki narciarskie | Skoki narciarskie | Skoki narciarskie | Łącznie                  | Pozycja                  |
| Zawodnik      | Konkurencja   | Czas biegu         | Pozycja            | Punkty             | Skok 1            | Skok 2            | Punkty            | Pozycja           | Łącznie                  | Pozycja                  |
| ------------- | ------------- | ------------------ | ------------------ | ------------------ | ----------------- | ----------------- | ----------------- | ----------------- | ------------------------ | ------------------------ |
| Tone Dečman   | Indywidualnie | 1:29:44            | 30.                | 162,3              | 41,0              | 42,5              | 169,1             | 38.               | 331,4                    | 34.                      |
| Albin Jakopič | Indywidualnie | 1:30:02            | 32.                | 160,8              | 37,5              | 42,0              | 166,9             | 39.               | 327,7                    | 36.                      |
| Leon Bebler   | Indywidualnie | 1:34:25            | 43.                | 139,2              | 41,0              | 42,0              | 177,5             | 32.               | 316,7                    | 38.                      |
| Rado Istenič  | Indywidualnie | Nie ukończył biegu | Nie ukończył biegu | Nie ukończył biegu | -                 | -                 | -                 | -                 | Nie ukończył konkurencji | Nie ukończył konkurencji |

### Narciarstwo alpejskie
Mężczyźni
| Zawodnik     | Konkurencja         | Zjazd               | Zjazd               | Slalom              | Slalom              | Slalom  | Łącznie                  | Łącznie                  |
| Zawodnik     | Konkurencja         | Czas                | Pozycja             | Czas 1-go przejazdu | Czas 2-go przejazdu | Pozycja | Punkty                   | Pozycja                  |
| ------------ | ------------------- | ------------------- | ------------------- | ------------------- | ------------------- | ------- | ------------------------ | ------------------------ |
| Ciril Praček | Kombinacja alpejska | 5:39,4              | 16.                 | 1:34,4              | 1"32,6              | 17.     | 81,54                    | 15.                      |
| Franci Čop   | Kombinacja alpejska | 6:13,6              | 31.                 | 1:38,5              | 1:37,4              | 22.     | 75,88                    | 25.                      |
| Emil Žnidar  | Kombinacja alpejska | 8:02,20             | 50.                 | 1:50,7              | 1:58,1              | 31.     | 61,84                    | 33.                      |
| Hubert Hajm  | Kombinacja alpejska | Nie ukończył zjazdu | Nie ukończył zjazdu | -                   | -                   | -       | Nie ukończył konkurencji | Nie ukończył konkurencji |

### Skoki narciarskie
Mężczyźni
| Skoczek        | Konkurencja       | Skok 1    | Skok 1 | Skok 2    | Skok 2 | Nota  | Pozycja |
| Skoczek        | Konkurencja       | odległość | Nota   | odległość | Nota   | Nota  | Pozycja |
| -------------- | ----------------- | --------- | ------ | --------- | ------ | ----- | ------- |
| Franc Pribošek | Skocznia normalna | 59,0      | 87,8   | 55,0      | 88,1   | 175,9 | 39.     |
| Albin Novšak   | Skocznia normalna | 54,0      | 86,0   | 58,5      | 88,0   | 174,0 | 41.     |
| Franc Palme    | Skocznia normalna | 61,0      | 87,8   | 55,0      | 81,1   | 168,9 | 43.     |
| Albin Jakopič  | Skocznia normalna | 52,0      | 78,0   | 53,0      | 78,1   | 156,1 | 44.     |